# Antimonopolistische Demokratie
Die Antimonopolistische Demokratie hat in einigen kommunistischen Parteien Westeuropas (bspw. Deutsche Kommunistische Partei, Kommunistische Partei Griechenlands) das (Zwischen-)Ziel „Diktatur des Proletariats“ ersetzt. In der antimonopolistischen Demokratie soll, im Rahmen bestehender Gesetze, eine Überführung der Großkonzerne in öffentliches Eigentum möglich werden. Die antimonopolistische Demokratie sei eine „Periode grundlegender Umgestaltungen“, in der die Arbeiterklasse und andere „demokratischen Kräfte“ gemeinsam über ausreichende parlamentarische Macht verfügen, um ihre Interessen durchzusetzen, auch als Ausgangspunkt für eine weitere sozialistische Entwicklung. Dabei bestehen Parallelen zur Lage in den Ostblockländern bis etwa Mitte der 50er Jahre. Bis dahin befand sich beispielsweise die DDR nach offizieller Lesart in der Phase der "antifaschistisch-demokratischen Umwälzung", in der das Eigentum von Naziverbrechern enteignet und unter Staatseigentum gestellt, die Marktwirtschaft ansonsten aber unangetastet gelassen wurde. Erst 1952 wurde in der DDR der Aufbau des Sozialismus in Angriff genommen.
Die kommunistische Partei Griechenlands (KKE) hat auf ihrem 19. Parteitag 2013 eine Rückorientierung auf das Konzept der Diktatur des Proletariats vorgenommen.

## Theoretische Untermauerung
Dem Konzept liegt die Analyse des modernen Kapitalismus als staatsmonopolistischer Kapitalismus zugrunde, die von marxistischen Wirtschafts- und Politikwissenschaftlern, so auch in der DDR und in Frankreich sowie an dem der DKP verbundenen Institut für Marxistische Studien und Forschungen (IMSF) in Frankfurt am Main, entwickelt wurde. Demnach habe im Kapitalismus eine zunehmende und historisch neue Verflechtung von großen und international agierenden Konzernen mit der staatlichen Administration und Exekutive stattgefunden, die die Verteilung des gesamtwirtschaftlichen Mehrprodukts zum Vorteil vor allem der Großwirtschaft („Großkapital“) und zu Lasten der kleinen Kapitaleigner und der Beschäftigten in neuer Größenordnung nach sich ziehe und die demokratischen Entscheidungsprozesse gefährde. Damit einher gingen soziale Abstiegsprozesse, die stärker als je zuvor sowohl die selbständigen als auch die lohnabhängigen Mittelschichten erfassen würden und deren Bekämpfung umfassende gesellschaftliche und politische Bündnisse gegen die Politik der internationalisierten Konzerne erfordere.

## Abgrenzung von der Arbeiterregierung
Die oben gegebene Charakteristik der antimonopolistischen Demokratie als Periode, in der die Arbeiterklasse über ausreichende parlamentarische Macht verfüge, um ihre Interessen durchzusetzen, gilt so auch für die Arbeiterregierung. Der Unterschied liegt in der dahinterstehenden Bündnispolitik.
Die Arbeiterregierung wird durch eine einzige oder eine Koalition aus Arbeiterparteien getragen. Hinter ihr steht also das Konzept der Einheitsfront, sie ist die Einheitsfront an der Macht. Die antimonopolistische Demokratie schließt wie ihr historisches Vorbild, die Volksdemokratie (in China: Neue Demokratie) explizit auch andere Klassen mit ein. Sie lässt sich demgemäß als Volksfront an der Macht beschreiben. Damit ist sie kompatibel der stalinistischen Etappentheorie, sie stellt gewissermaßen eine Anpassung des Konzepts von der Arbeiterregierung (aus den frühen 1920er Jahren) an das neue Konzept der Volksfront (aus den 1930er Jahren) dar.

## Rezeption außerhalb der KPen
Während dieses Konzept innerhalb der linken Sozialdemokratie (Stamokap-Flügel) Zustimmung fand, wurde und wird es von der Neuen Linken überwiegend als „reformistisch“ abgelehnt. Nicht-sozialistische politische Gruppen und der Verfassungsschutz halten diesen Ansatz dagegen für eine rein strategische Positionierung, um die Gefahr eines Parteienverbotes zu verringern.